# Jonny Reid
Jonny Reid (ur. 18 października 1983 w Auckland) – nowozelandzki kierowca wyścigowy.

## Kariera
Reid rozpoczął karierę w wyścigach samochodowych na przełomie 2001 i 2002 roku, od startów w Talley's Formula Ford Championship. Z dorobkiem 132 punktów uplasował się na 12 pozycji w klasyfikacji generalnej. Rok później w tej samej serii zdobył już tytuł mistrzowski. W późniejszych latach dołączył również do stawki Australian Drivers' Championship, Grand Prix Nowej Zelandii, V8 Supercar Championship Series, Euroseries 3000, Japońskiej Formuły 3, A1 Grand Prix, Bridgestone NZ Porsche Championship, Firestone Indy Lights, Auto GP, Battery Town Porsche GT3 Cup, Australian GT Championship, Porsche GT3 Cup Challenge NZ Championship, Australijskiego Pucharu Porsche Carrera, V8 SuperTourers New Zealand Sprint Championship, V8 SuperTourers New Zealand Endurance Championship, Porsche City Index Carrera Cup oraz Liqui Moly Bathurst 12 Hour.

## Statystyki
| Sezon     | Seria                                                    | Zespół                    | Wyścigi | Zwycięstwa | PP | NO | Podium | Punkty | Pozycja |
| --------- | -------------------------------------------------------- | ------------------------- | ------- | ---------- | -- | -- | ------ | ------ | ------- |
| 2001/2002 | Talley's Formula Ford Championship                       |                           |         |            |    |    |        | 132    | 12      |
| 2002/2003 | Talley's Formula Ford Championship                       |                           | 14      | 5          |    |    | 6      | 380    | 1       |
| 2003      | Australian Drivers' Championship                         | Ralt Australia            | 12      | 5          | 4  |    | 6      | 132    | 2       |
| 2003      | Grand Prix Nowej Zelandii                                |                           | 1       | 1          | 0  | 0  | 1      | N/A    | 1       |
| 2003      | V8 Supercar Championship Series                          | Robert Smith Racing       | 1       | 0          | 0  | 0  | 0      | 0      | NS      |
| 2004      | Euro 3000                                                | John Village Automotive   | 10      | 1          | 0  | 1  | 5      | 35     | 4       |
| 2005      | Japońska Formuła 3                                       | Inging                    | 11      | 0          | 0  | 1  | 1      | 94     | 8       |
| 2005/2006 | A1 Grand Prix                                            | Team New Zealand          | 4       | 0          | 0  | 0  | 0      | 77     | 4       |
| 2006      | Japońska Formuła 3                                       | Inging                    | 18      | 0          | 0  | 0  | 2      | 88     | 8       |
| 2006/2007 | Bridgestone NZ Porsche Championship                      |                           |         |            |    |    |        | 134    | 35      |
| 2006/2007 | A1 Grand Prix                                            | Team New Zealand          | 14      | 3          | 2  | 4  | 9      | 93     | 2       |
| 2007/2008 | A1 Grand Prix                                            | Team New Zealand          | 20      | 4          | 2  | 2  | 6      | 127    | 2       |
| 2008      | Firestone Indy Lights                                    | Integra Motorsports       | 11      | 0          | 1  | 0  | 0      | 186    | 18      |
| 2009/2010 | Battery Town Porsche GT3 Cup                             | International Motorsports | 18      | 3          | 0  | 3  | 6      | 1269   | 2       |
| 2010      | Auto GP                                                  | Super Nova Racing         | 12      | 0          | 1  | 0  | 0      | 16     | 10      |
| 2010/2011 | Porsche GT3 Cup Challenge NZ Championship                | International Motorsports | 18      | 1          | 1  | 4  | 14     | 1000   | 3       |
| 2011      | Australian GT Championship - GT Challenge class          | Prosurv                   | 2       | 2          | 1  | 2  | 2      | 0      | NS†     |
| 2011      | Australijski Puchar Porsche Carrera                      | McElrea Racing            | 21      | 3          | 2  | 3  | 15     | 918    | 2       |
| 2012      | Porsche City Index Carrera Cup                           | Hunter Sports Group       | 21      | 9          | 1  | 11 | 18     | 1104   | 2       |
| 2012      | V8 SuperTourers New Zealand Championship                 | International Motorsport  | 19      | 2          | 1  | 2  | 6      | 2654   | 5       |
| 2012      | V8 Supercar Championship Series                          | Tekno Autosports          | 3       | 0          | 0  | 0  | 0      | 21     | 58      |
| 2012      | Australian GT Championship protected by Sargent Security | Maranello Motorsport      | 2       | 0          | 0  | 1  | 1      | 0      | NS†     |
| 2012      | V8 SuperTourers New Zealand Endurance Championship       | International Motorsport  |         |            |    |    |        | 0      | NS      |
| 2012      | V8 SuperTourers New Zealand Sprint Championship          | International Motorsport  |         |            |    |    |        | 2019   | 2       |
| 2013      | V8 Supercar Championship Series                          | Dick Johnson Racing       | 14      | 0          | 0  | 0  | 0      | 449    | 37      |
| 2013      | V8 Supercar Championship Series                          | Tony D'Alberto Racing     | 14      | 0          | 0  | 0  | 0      | 449    | 37      |
| 2013      | MSS Security V8 Supercars Challenge                      | Dick Johnson Racing       | 4       | 0          | 0  | 0  | 0      | 90     | 19      |
| 2013      | Australian GT Championship - GT Challenge class          | John Reid                 | 2       | 0          | 0  | 2  | 2      | 0      | NS†     |
| 2013      | Australijski Puchar Porsche Carrera                      | Hallmarc                  | 2       | 0          | 0  | 0  | 0      | 0      | NS      |
| 2013      | BNT V8 SuperTourer Series                                | Farmer Racing Services    | 9       | 0          | 0  | 0  | 0      | 700    | 30      |
| 2013      | Pirtek Enduro Cup                                        | Tony DAlberto Racing      |         |            |    |    |        | 300    | 19      |
| 2013      | Liqui Moly Bathurst 12 Hour - Class B GT3                | Hunter Sports Group       | 1       | 1          | 0  | 0  | 1      | 0      | 1       |